# Myrsini (Elida)
Myrsini  este un oraș în Grecia în prefectura Elida.